# Carlo Ludovico Clerici, II marchese di Cavenago
Carlo Ludovico Clerici, II marchese di Cavenago, detto anche Carlo Giorgio (Milano, 1615 – Madrid, 8 aprile 1677), è stato un nobile e politico italiano.

## Biografia
Carlo Ludovico Clerici nacque a Milano nel 1615, figlio secondogenito di Giorgio Giorgione Clerici (1575-1665), ricco mercante di seta, banchiere milanese ed iniziatore delle fortune della famiglia Clerici, e sua di moglie Angiola Porro.
Intrapresi gli studi giuridici si laureò nel 1641 in utroque iure all'Università di Bologna e completando poi i suoi studi a Salamanca. L'8 agosto 1652 venne nominato vicario generale del ducato di Milano dopo la morte di Giacomo Cantoni, e dieci anni dopo ottenne la nomina a capitano di giustizia (18 febbraio 1662), sostituendo Fabrizio Conturbio che era divenuto questore del magistrato straordinario, vedendosi prorogato poi l'incarico di altri due anni il 17 luglio 1664. Il 30 aprile 1666 venne infine nominato senatore a Milano, ricoprendo il seggio che era rimasto vacante per la morte di Carlo Archinto.
Suo fratello maggiore, Pietro Antonio, riuscì nel 1667 ad ottenere il titolo di marchese sul feudo di Cavenago che aveva acquistato. Alla morte di questi, non avendo avuto eredi, l'intero patrimonio e i titoli di Pietro Antonio passarono a Carlo Ludovico.
Persona cara a re Carlo II di Spagna, venne prescelto da questi come reggente provinciale per lo stato di Milano nel Supremo Consiglio d'Italia il 30 novembre 1675, rimpiazzando il senatore Giulio Cesare Lucini; la sua morte a Madrid nel 1677 gli rese impossibile organizzare progetti a lungo raggio, ma gli consentì di spianare la strada nel medesimo incarico al suo figlio primogenito e successore, Giorgio.

## Matrimonio e figli
Carlo Ludovico sposò Eufemia Bonetti, figlia del senatore cremonese Giovanni Battista, dalla quale nacquero i seguenti eredi:
- Giorgio (1648-1736), sposò in prime nozze Caterina Pallavicino Trivulzio ed alla morte di questa si risposò con Barbara Barbavara
- Granella, sposò Giovanni Giussani[1]
- Cecilia (?-dicembre 1723), sposò in prime nozze nel 1669 il conte Giuseppe Antonio Caccia ed alla morte di questi si risposò con il marchese Odoardo Fortunato Serafini[2]
- Clara (13 ottobre 1653-9 gennaio 1734), sposò nel 1675 Federico Fagnani (1633-1693), marchese di Gerenzano

Ebbe inoltre una relazione con Prassede Rovida dalla quale nacque un figlio:
- Giovanni Paolo (27 gennaio 1656-1710), sposò in prime nozze Antonia Baldironi e in seconde nozze Francesca Bussero; da quest'ultima ebbe:
  - Giorgio (1698-1766)[3], sposò Marianna Somazza, da cui ebbe:
    - Francesco Maria (7 febbraio 1744-10 settembre 1810)[3], Patrizio milanese dal 1775, sposò nel 1780 Gaetana Melzi d'Eril (1758-1821) e lasciò discendenza

## Ascendenza
|                                                 |   |   | Genitori |  |  | Nonni |  |  | Bisnonni               |  |  | Trisnonni      |  |
|                                                 |   |   |          |  |  |       |  |  | Pietro Antonio Clerici |  |  | Andrea Clerici |  |
|                                                 |   |   |          |  |  |       |  |  | Pietro Antonio Clerici |  |  | Andrea Clerici |  |
|                                                 |   | … |          |  |  |       |  |  | Pietro Antonio Clerici |  |  |                |  |
| Cristoforo Clerici                              |   |   |          |  |  |       |  |  | Pietro Antonio Clerici |  |  |                |  |
|                                                 |   | … | …        |  |  |       |  |  |                        |  |  |                |  |
|                                                 |   | … | …        |  |  |       |  |  |                        |  |  |                |  |
|                                                 |   | … | …        |  |  |       |  |  |                        |  |  |                |  |
| Giorgio I Giorgione Clerici                     |   | … |          |  |  |       |  |  |                        |  |  |                |  |
|                                                 |   | … | …        |  |  |       |  |  |                        |  |  |                |  |
|                                                 |   | … | …        |  |  |       |  |  |                        |  |  |                |  |
|                                                 |   | … | …        |  |  |       |  |  |                        |  |  |                |  |
| …                                               |   | … |          |  |  |       |  |  |                        |  |  |                |  |
|                                                 |   | … | …        |  |  |       |  |  |                        |  |  |                |  |
|                                                 |   | … | …        |  |  |       |  |  |                        |  |  |                |  |
|                                                 |   | … | …        |  |  |       |  |  |                        |  |  |                |  |
| Carlo Ludovico Clerici, II marchese di Cavenago |   | … |          |  |  |       |  |  |                        |  |  |                |  |
|                                                 | … | … |          |  |  |       |  |  |                        |  |  |                |  |
|                                                 | … | … |          |  |  |       |  |  |                        |  |  |                |  |
|                                                 | … | … |          |  |  |       |  |  |                        |  |  |                |  |
| Gabrio Porro                                    | … |   |          |  |  |       |  |  |                        |  |  |                |  |
|                                                 |   | … | …        |  |  |       |  |  |                        |  |  |                |  |
|                                                 |   | … | …        |  |  |       |  |  |                        |  |  |                |  |
|                                                 |   | … | …        |  |  |       |  |  |                        |  |  |                |  |
| Angiola Porro                                   |   | … |          |  |  |       |  |  |                        |  |  |                |  |
|                                                 |   | … | …        |  |  |       |  |  |                        |  |  |                |  |
|                                                 |   | … | …        |  |  |       |  |  |                        |  |  |                |  |
|                                                 |   | … | …        |  |  |       |  |  |                        |  |  |                |  |
| …                                               |   | … |          |  |  |       |  |  |                        |  |  |                |  |
|                                                 |   | … | …        |  |  |       |  |  |                        |  |  |                |  |
|                                                 |   | … | …        |  |  |       |  |  |                        |  |  |                |  |
|                                                 |   | … | …        |  |  |       |  |  |                        |  |  |                |  |
|                                                 |   | … |          |  |  |       |  |  |                        |  |  |                |  |